# John Sebastian Little
John Sebastian Little (15 de Março de 1851 – 29 de Outubro de 1916) foi um político americano que exerceu como membro da Câmara dos Representantes dos Estados Unidos e o 21° Governador do estado americano do Arkansas.

## Biografia
John Sebastian "Bass" Little nasceu em Jenny Lind, no Condado de Sebastian, no Arkansas, filho de Jesse Eaton Little e Mary Elizabeth (Tatum) Little e neto de Eaton Tatum e Charlotte Bruer (Reynolds) Tatum. Little frequentou o Cane Hill College no Condado de Washington por um período.
Little lecionou e estudou direito. Foi aceito na Ordem do Arkansas em 1873 e em 1876 foi eleito promotor público do 12º Distrito Judicial. Exerceu nesse cargo até 1882.
Little casou-se com Elizabeth Jane Irwin no dia 4 de Janeiro de 1877 em Paris, Arkansas.

## Carreira
Little exerceu na Câmara dos Representantes do Arkansas em 1884, e em 1886 foi nomeado juiz no Décimo Segundo Circuito Judicial e exerceu por quatro anos.
Em 1894, foi eleito para terminar o mandato restante do Representante dos EUA Clifton R. Breckinridge. Exerceu na Câmara dos Representantes dos Estados Unidos até 1907, quando renunciou ao seu cargo para assumir o cargo de Governador do Arkansas.
Little tomou posse em Janeiro de 1907 e logo depois sofreu um colapso nervoso que o deixou incapaz de executar suas funções políticas. Foi sucedido pelo presidente do senado do estado do Arkansas, John Isaac Moore.

## Morte
Little deixou o Arkansas e foi para a costa do golfo do Texas, com o intuito de reabilitação. Little nunca se recuperou e morreu em Little Rock, no Hospital Estadual do Arkansas para Distúrbios Nervosos. Está sepultado no Cemitério da Cidade em Greenwood.